# Lasioglossum albuquerquense
Lasioglossum albuquerquense är en biart som först beskrevs av Michener 1937.  Lasioglossum albuquerquense ingår i släktet smalbin, och familjen vägbin. Inga underarter finns listade i Catalogue of Life.